# Сантана Лопез
Сантана Лопез је измишљени лик из музичке комедије Фокс серије Гли. Лик је одглумљен од стране глумице Наје Ривере, а појавила се у Гли-у из своје пилот епизоде 19. маја 2009. године. Сантану су основали креатори Гли-а Рајан Мурфи, Бред Фалчук и Ајен Бренан. Представљена као мањи антагониста и помоћница Квин Фабреј (Дајана Агрон) у првој епизоди Гли-а, Сантанина улога је времеон порасла током прве сезоне. У другој сезони, Ривера је промовисана као редовна која се појављује у серији, а Сантана је добила више значајних прича, као што је развој њених романтичних осећаја према својој најбољој пријатељици Британи Пирс (Хедер Морис), и накнадном схватању да је она лезбијка. Ривера, која је гласно подржавала љубавну причу између ње и Морисиног лика, добила је похвалу за њен портрет Сантане, као и за њене вокале у бројним песмама изведеним као део централног гли клуба, Нови Смер. 
Сантана је представљена заједно са Квин и Британи као једниу од три најпопуларнијих навијача у измишљеној средњој школи Вилијема МкКинли-а у Лими, Охајо, где се одиграва серија.  Придружује се школском гли клубу и шпијунира за Сју Силвестер (Џејн Линч), тренера навијачког тима "Чириос". Како сезона напредује, она постаје све саосећајнија са осталим члановима гли клуба, тврдећи да остаје у клубу не зато што је Сју присиљава, већ зато што јој се допада тамо. Она има неколико романтичне везе, кратко излажење са Паком (Марк Салинг), узимајући Фин Хадсонову (Кори Монтит) невиност. У другој сезони, емисија се бави мотивацијама Сантаниног антагонизма и њене сексуалне агресивности према дечацима; касније је откривено да је њен окрутан став зато што се бори са својим романтичним осећањима према Бретањи, а потом и са својим лезбијским идентитетом. Ова прича је позитивно прихваћена од стране критичара. 

## Прича
Сантана је представљена као популарна навијачица у средњој школи Вилијем МкКинли-а. Сантана и њене пријатељице, навијачице Квин Фабреј (Дајана Агрон) и Британи Пирс (Хедер Морис), придружују се школском гли клубу, Нови Смер, јер Квин жели да пази на свог дечка Фин Худсона (Кори Монтит); Тренерка навијачица Сју Силвестер (Џејн Линч) затим тражи од њих три да јој помогну да уништи весели клуб.  У почетку је романтично везана за фудбалера Ноа "Пак" Пакермана (Марк Салинг), Сантана ускоро раскида са њим због лошег лоших оцена,  иако њих двоје имају још једну везу у другој сезони. Британи такође открива да су она и Сантана заједно спавале. Када су Британи и Сантана оптужене да су, Сантана се брани и признаје да јој лепо у гли клубу и да стварно ужива.  Након што је Квин избачена са навијачког тима због њене трудноће, Сантана преузима улогу главне навијачице. На Сјуовој молби, Сантана и Британи одлазе на састанак са Фином, који је сада клубски капетан.  Сантана узима његову невиност, иако Фин одмах се каје што је спавао са њом.  Када Пак накратко излази са Мерцедес Џоунс (Амбер Рајли), Сантана је љубоморна и суочава је са агресивним дуетом " Дечко је мој ".  Сличан сукоб, иако потпуно физички, јавља се у другој сезони након што Пак пева љубавну песму намењену Лорен Зајз (Ешли Финк) испред гли клуба, Сантана губи против Лорен. 

## Развој
Пре него што је глумила у Гли-у, Наја Ривера се појавила у малим улогама на популарним телевизијским емисијама. Током кастинга Гли-а, креатор серије Рајан Мурфи тражио је глумце који су се могли идентификовати са журбом глуме у театралним улогама. Глумци кастинга без икаквог позоришног искуства су морали да докажу да могу да певају и играју, као и да глуме.  Ривера је искористила своје искуство непопуларности у средњој школи да би се припремила за улогу, као и да гледа филмове као што су Опасне девојке да "заиста уђе у зону и да се осећа као безобразни ученик друге године".  Описала је Сантану као "вашу типичну средњошколску навијачицу, у највећем броју случајева,"  објашњавајући: "Она је стварна зла и воли дечаке. Она је стварно духовита па волим да је играм. "  Она је описала Сантану као "малу лошу девојчицу" која је "стварно саркастична и увек има духовите одговоре."  Ривера ужива у чињеници да је Сантана конкурентна и тврдоглава јер и Наја сама има те особине, али не воли Сантанино константно безобразно понашање.  Отишла је на кастинг за улогу јер воли да пева, плеше и глуми, и никада раније није имала прилику да комбинује све три вештине у једном пројекту. Она открива да је представа у такмичењу изазовна, посебно плес, и коментарисала је у јуну 2009. године да је њен најупечатљивији тренутак на Гли-у било извођење " Кажем малу молитву ".  Сантана игра значајнију улогу у последњих девет епизода Гли-ове прве сезоне.  Ривера је прокоментарисала: "Сантана је изазивала невољу код дечака и беба и професора - она је терор у средњој школи и она ће и даље бити зликовац." Иако Сантана наставља да прелази преко других да би добила оно што жели, она показује тренутке саосећања и лојалности гли клубу. 

## Пријем

### Критични одговор
Када је промотивни спот за епизоду " Секције " показао да су Британи и Сантана спавали заједно, Дороти Снаркер, пишући за веб страницу за лезбијску забаву AfterEllen.com, похвалила је упаривање, позивајући их на портанто "Brittana". Снаркер их је прогласила њеним "новим омиљеним Гли паром", коментаришући то: "Док су Хедер Морис (Британи) и Наја Ривера (Сантана) имале минимално време на сценама, учиниле су да се рачуна. [... ] Нема везе Фин и Рејчел - сада сам у Тиму Бриттана. "  Она је била рангирана на првом месту у топ 50 омиљених женских ТВ ликова AfterEllen.com.  Сантана је укључена у ТВ Гајдових листи најбољих телевизијских опасних девојака.  Била је уврштена на листу најбољих телевизијских ликова МТВ -а 2011. године. 

### Награде
На додели награда AfterEllen.com за 2010. годину, Британи и Сантана су номиновани за награду за омиљени лезбијски пар, а Ривера је номинована у категорији омиљене ТВ глумице.  Такође те године, Ривера је номинована у категорији најбоље подржавајуће глумице / телевизије на додели награда Имаген,  а она и њене глумице освојиле су Награду Удружења глумаца за најбољу глумачку поставу у хумористичкој серији.  Следеће године су номиновани у истој категорији.  На АЛМА наградама 2011, Ривера је номинована за омиљену ТВ глумицу - водећој улози у категорији комедије. 